# 2-hidroksi-4-karboksimukonat semialdehid hemiacetal dehidrogenaza
2-Hidroksi-4-karboksimukonat semialdehid hemiacetal dehidrogenaza (EC 1.1.1.312, 2-hidroksi-4-karboksimukonat 6-semialdehidna dehidrogenaza, 4-karboksi-2-hidroksi--mukonat-6-semialdehid:NADP+ oksidoreduktaza, alfa-hidroksi-gama-karboksimukonska epsilon-semialdehidna dehidrogenaza, 4-karboksi-2-hidroksimukonat-6-semialdehidna dehidrogenaza, LigC, ProD) je enzim sa sistematskim imenom 4-karboksi-2-hidroksimukonat semialdehid hemiacetal:NADP+ 2-oksidoreduktaza. Ovaj enzim katalizuje sledeću hemijsku reakciju
4-karboksi-2-hidroksimukonat semialdehid hemiacetal + NADP+ {\displaystyle \rightleftharpoons } 2-okso-2-piran-4,6-dikarboksilat + NADPH + H+
Ovaj enzim ne deluje na nesupstituisane alifatične ili aromatične aldehide ili glukozu. NAD+ se može zameniti sa NADP+, ali je afinitet niži. Inicijalno se smatralo da ovaj enzim deluje na 4-karboksi-2-hidroksi--mukonat 6-semialdehid i da formira 4-karboksi-2-hidroksi--mukonat. Međutim, kasnija istraživanja su pokazala da je supstrat hemiacetalna forma, i da je produkt 2-okso-2H-piran-4,6-dikarboksilat.

## Literatura
- Nicholas C. Price; Lewis Stevens (1999). Fundamentals of Enzymology: The Cell and Molecular Biology of Catalytic Proteins (Third изд.). USA: Oxford University Press. ISBN 019850229X.
- Eric J. Toone (2006). Advances in Enzymology and Related Areas of Molecular Biology, Protein Evolution (Volume 75 изд.). Wiley-Interscience. ISBN 0471205036.
- Branden C; Tooze J. Introduction to Protein Structure. New York, NY: Garland Publishing. ISBN 0-8153-2305-0.
- Irwin H. Segel. Enzyme Kinetics: Behavior and Analysis of Rapid Equilibrium and Steady-State Enzyme Systems (Book 44 изд.). Wiley Classics Library. ISBN 0471303097.

## Spoljašnje veze
- 2-hydroxy-4-carboxymuconate+semialdehyde+hemiacetal+dehydrogenase на 